# ジョン・バチェラー
ジョン・バチェラー（John Batchelor、1854年3月20日 - 1944年4月2日）は、イギリス人の聖公会宣教師。半世紀以上にわたって、アイヌへの伝道、アイヌ文化およびアイヌ語の研究、困窮するアイヌの救済に尽力し、「アイヌの父」と呼ばれた。バチラーとも表記される。

## 生涯

### 初期
1854年にサセックス州アクフィールドで、11人兄弟の第6子として生まれる。初めは庭師として働いていたが、インド宣教をしていた宣教師の説教を通して、東洋伝道の志を持つ。イギリス教会宣教会（CMS）に入会し、1876年に香港のセント・ポールズ・カレッジ (香港)に入学したが、同地の気候風土が合わず体調を崩し、マラリアを発症する。

### 函館時代
1877年（明治10年）、静養のため香港を離れ、横浜と東京を経由して、気候が英国に近い函館に渡来する。函館での伝道中に、和人に土地を奪われ差別と迫害に苦しんでいるアイヌ民族の窮状を知り、また先に函館で活動していた宣教師デニングの影響もあり、救済のためアイヌ伝道を志す。1879年（明治12年）、CMSの信徒伝道者に任命され、函館を拠点にアイヌへの伝道活動を始める。同年、ウォルター・デニングのすすめで日高地方の平取を訪れ、長老ペンリウクの家に4ヶ月滞在してアイヌ語を学んだ。1881年（明治14年）にも平取を訪れペンリウクからアイヌ語を学んでいる。
1882年（明治15年）にイギリスに一時帰国し、翌年再び函館に帰任した。
1884年（明治17年）、東京の英国公使館にてウォルター・アンデレスの姉ルイザ・アンザレスと結婚。しかし、この頃バチェラーは和人との対立に悩まされる。「滞在許可条件を守っていない」として告訴され、1885年（明治18年）、新しいパスポートの申請を却下された。裁判の結果、告訴内容は誤解によるものと認められ、パスポートも発給されたが、裁判後に役人から「バチラー師はアイヌ語を存続させようと努力しているが、われわれ日本当局は死滅することを望んでいる」と釘を刺されている。また、近代化による環境の変化で酒に溺れるアイヌが多かったため、バチェラーは知り合ったアイヌに熱心に断酒を勧めていたが、アイヌに酒を売ることで利益を得ていた和人商人の反感を買い、平取からの追放運動が起こった。
平取を追われたバチェラーは幌別村（現在の登別市）を訪れ、アイヌに対するキリスト教教育やアイヌ語教育を始め、1888年（明治21年）に金成喜蔵（金成太郎の父）の私塾・相愛学校（愛隣学校の前身校）の設立に関わる。金成太郎はアイヌ初の受洗者（バチェラーが洗礼を授けたともされるが、当時バチェラーは司祭の資格を持っていない）かつ伝道者であり、バチェラーにとってアイヌ語の先生でもあった。

### 札幌時代

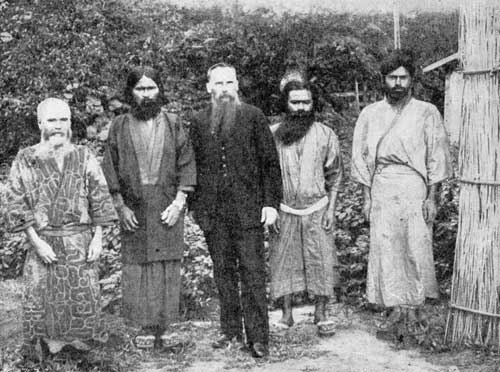
ジョン・バチェラー（中央）とアイヌの人々

1892年（明治25年）1月1日、バチェラーは伊藤一隆を中心とする北海道禁酒会の招聘に応えて函館を離れ、翌日札幌に移った。以後離日まで札幌に住み続け、北海道（のち樺太も）におけるアイヌ伝道の拠点とした。自宅では聖公会の日本人信徒のためにバイブルクラスと日曜礼拝も行っていた。
1892年（明治25年）に、札幌の自宅の隣接地にアイヌ人のための無料の医療機関（診療所）であるアイヌ施療病室を設立する。聖公会が財政的に支援し、建物はアイヌ民族の家屋様式であるかやぶきが採用された。しかし、診療所の経営は厳しく、バチェラーは、英国本国の伝道協会にもアイヌ民族の窮状を訴えて援助金を求めたほか、バチェラーは生活費を削って入院患者の薬代にあてたともいわれる。その後、次第に協力者も増えていき、札幌市立病院院長の関場不二彦もボランティアで診療に加わり､その評判は全道各地に広がった。遠方から連日訪れるアイヌの人々で、診療所は混雑したが、多くの入院患者がキリスト教の信仰に導かれて､身も心も癒されたといわれる。また、1908年（明治41年）に診療所を閉鎖するまでに同病室で治療を受けたアイヌ民族は2000人を超えた。
1892年（明治25年）に札幌聖公会が正式に組織された。1895年（明治28年）には平取と有珠で教会堂を建設した。
1898年(明治31年)に札幌に住宅を新築する。バチェラーの自宅は現在もバチェラー記念館として移築・保存されている。翌1899年（明治32年）にアイヌ民族への布教活動の一環として、自宅の別棟にアイヌ・ガールズ・スクール（ホーム）を設立。
1899年（明治32年）の北海道旧土人保護法成立頃から、教会でのアイヌ語の説教を中止する（1900年）など、バチェラーは北海道庁や日本政府の政策に協力的になっていき、離反するアイヌもあった。その傍証として、1903年には北海道の聖公会信徒2895人中アイヌ人2595人だったが、1919年には3392人中アイヌ人650人に激減している。

また、アイヌに対する教育と医療に貢献したバチェラーの活動に対して賞賛する声があった一方で、後年に違星北斗が「五十年伝道されし此（こ）のコタン見るべきものの無きを悲しむ」と詠むなど、アイヌの側からの批判もあった。
1906年（明治39年）、バチェラーが運営するアイヌ・ガールズ・スクールの生徒であった向井八重子を養女にする。八重子は養父母とともに伝道活動を行いつつ、歌人としても活躍し、バチェラー離日後は蔵書・遺品の管理を行った。また、バチェラーは八重子の弟・向井山雄の才能も見込んで修学支援を行い、後に山雄もバチェラーの後継者として活躍する。八重子の末の妹・チヨもバチェラーの世話を受けて、後に聖公会司祭の岡村国夫の妻となり教会保育園の保母として尽力した。
1908年（明治41年）12月から1910年（明治43年）4月にかけて英国に帰国（第4回目の帰国）するが、夫人のルイザと八重子を伴って､シベリア鉄道経由での帰国となった。英国に帰国するとまもなく日本から明治天皇下賜の勲四等の勲章が送られて感激したといわれる。翌年秋には、カンタベリー大主教より神学博士の学位を贈られた。この間八重子は、バチェラーの通訳として英国各地でアイヌについて講演を行い寄付を受けた。日本に帰ったバチェラーは、明治天皇の観桜御会に招かれて天皇に拝謁すると握手を求められた。アイヌ伝道者、アイヌ民族学者、アイヌ問題の権威者として、バチェラーの名声は日本全国に鳴り響いたといわれる。
1920年（大正9年）にはアイヌ民族に中学校以上の教育を受けさせるために､寄宿舎であるバチェラー学園（アイヌ保護学園）を新たに札幌に創設した。アイヌの子供らを札幌に集めて、生活費や学費などの経済援助をし中学校以上の学校へ通学させたが、これに有島武郎も感銘を受けて寄付したほか、1930年（昭和5年）には、新渡戸稲造を会長とするバチェラー学園後援会も設立され、活発な募金運動が行われた。
1923年（大正12年）にバチェラーは70歳になり、規定により宣教師を退職したが、その後も札幌に留まり、北海道庁の社会課で嘱託として働いた。1932年（昭和7年）5月には長年のアイヌのための活動が評価されて勲三等瑞宝章が授与された。

### 最晩年
1930年、「全道アイヌ青年大会」を主催する。
1936年（昭和11年）にルイザが死去した。これをうけて北海タイムス（当時）は「異郷日本に咲ける英国婦道の亀鑑全生涯をアイヌ教化にささげ、バチラー博士夫人昇天」という大見出しで紙上での追悼を行った。そして、ルイザの姪であるフローレンスがバチェラーの世話のため来日した。日本永住を希望していたが、1940年（昭和15年）、日本と米英の関係悪化に伴って敵性外国人として帰国させられ、1944年（昭和19年）に郷里で生涯を終えた。太平洋戦争後の1946年（昭和21年）に札幌キリスト教会でバチェラーの追悼式が行われた。

## 業績・評価
アイヌ文化研究の先駆者であり、アイヌ語訳聖書の翻訳出版やアイヌ語の言語学的・民俗学的研究に多くの業績を残し、アイヌに関する著作を多数発表してアイヌ民族のことを国内外に広く紹介した。主な著書として、アイヌの生活・文化を紹介した｢蝦夷今昔物語｣（1884年）、北海道庁の依頼を受けて、世界初のアイヌ英和辞典・二万語におよぶ語彙を採録した｢蝦和英三対辞書｣（1889年）を出版したほか、アイヌ語訳の聖書・賛美歌なども含め、40数冊の書籍を著した。
- 言語学者の金田一京助は、バチェラーから洗礼を受けて伝道師として活躍していた金成マツ（ユーカラの伝承者）の紹介を受けてアイヌ語研究を進めた。金田一のアイヌ語研究に協力した金成マツは多くのユーカラをローマ字で記録して残した。金成（かんなり）家は、マツのほかにも、「アイヌ神謡集」の著者である知里幸恵や、｢分類アイヌ語事典｣などのアイヌ語研究の権威者となった知里真志保を輩出している。金田一京助に知里真志保を紹介したのもバチェラーであったが、金田一から支援を受けた真志保は、バチェラーの｢蝦和英三対辞書｣を土台にして研究を進展させた[4]。

一方で、バチェラーは元々言語学や民俗学の専門家ではなかったこともあり、バチェラーによる記録や考察は後に批判の対象ともなった。
- 知里真志保は、世界的名声に比してバチェラーの文法書や辞書は役に立たない「珍本」であり、「バチラーさんにしても、永田方正さんにしても、開拓者としての功績はまことに偉大なものがあるのでありますが、進んだ今のアイヌ語学の目から見れば、もうその人たちの著書は、欠陥だらけで、満身創痍、辛うじて余喘を保っているにすぎない程度のものなのであります。」と批判している[17]。
- バチェラーの説には現在では否定されている説もあり、例えば「近江・アイヌ語由来説」について鏡味明克は、現代の語形に基づく無理のある説であり、地名研究書の水準と信頼度を低くしている一端であるとしている[18]。

## アイヌ観
- 1884年（明治17年）時点
  - 土人（アイヌ）は一見愚かで推理力に乏しく諸学術に暗いが、彼らの話を聞くと才知を包蔵している。愚かに見えるのは、教育が行き届いていないのと、度外視（無視）と圧制によるものであり、教育が普及すれば本邦人（和人）のように才学のある者となるだろう[19]（『蝦夷今昔物語』第13項「土人ノ才能智識」。原文は文語調。一部省略）
- 晩年
  - 近代化によるアイヌ社会の変化は「時勢でしかたのないこと」で、「変わらなければ進むことができない」。和人との混血は「大昔にあったように混血になってついに完全の日本人となることが出来るのだと思い、むしろ喜ぶべきこと」（『我が記憶をたどりて』第20章6節「アイヌの状況が変わる」）
    - 「大昔にあったように」とあるのは、バチェラーはアイヌを日本列島全域の先住民族と見なし、本州から九州のアイヌは太古に大和民族と混血して同化したと考えていた[20]ため。

  - アイヌと和人との混血が急速に進んでいることや、アイヌの子供が和人と同様に教育を受け、法の下に日本人となっていることから、「一つの民族として、アイヌ民族は存在しなくなった[21]」（『わが人生の軌跡』）

## 逸話
- 1911年（明治44年）の観桜会にて明治天皇[22]、同年室蘭にて皇太子時代の大正天皇[23]、1922年（大正11年）に道庁および豊平館にて皇太子時代の昭和天皇[24]と、3代にわたって歴代天皇と謁見している。また1881年（明治14年）に平取視察中の小松宮彰仁親王と永山武四郎に遭遇しているが、貴人と知らず、暑い日だったため上着を脱ぎ酒樽に腰かけた状態で応対したという[25]。
- アイヌに関心のある外国人がバチェラーのもとを訪ねることが度々あり、その中にはバジル・ホール・チェンバレンやブロニスワフ・ピウスツキもいた。

## 著書
著作の一部はデジタル化され、国立国会図書館デジタルコレクションなどで公開されている。
- "The language, mythology, and geographical nomenclature of Japan viewed in the light of Aino studies" （東京帝国大学、1887年） doi:10.11501/1675308
- 『蝦夷今昔物語』（1884年）doi:10.11501/1874671
- 『蝦和英三対辞書』（1889年、東京 Y. Kumata出版） doi:10.11501/902998
- "Ainu economic plants" （Kingo Miyabe共著、1893年） doi:10.11501/1678576
- "Ainu karisia eiwange gusu an inonno-itak oma kambi"（1896年）国立国会図書館書誌ID:000006413952 doi:10.11501/1676929
- The Ainu and their Folk-Lore（1901年）（Internet Archiveにデータあり）
  - 『アイヌ人と其説話』（全3巻、1925年、教文館） 上・中 国立国会図書館書誌ID:000000428988（下巻欠巻）
  - 『アイヌ人とその説話』（1925年、富貴堂書房） 国立国会図書館書誌ID: doi:10.11501/1871761
  - 『アイヌの伝承と民俗』（安田一郎訳、1995年、青土社）ISBN 4-7917-5357-7 doi:10.11501/13302378
- 『アイヌ・英・和辞典』 (1905年)
- 『アイヌの炉辺物語』（河合裸石 意訳、1925年、富貴堂） 国立国会図書館書誌ID:000000907574 doi:10.11501/1846021
- "The pit-dwellers of Hokkaido and Ainu place-names considered" (1925年) doi:10.11501/1699511
- "Ainu life and lore ―echoes of a departing race―"（1927年、教文館） doi:10.11501/1900026
- 『我が記憶をたどりて』（得能まつ子 意訳[26]、1928年、自費） doi:10.11501/1180585
  - 『我が記憶をたどりて : ジョン、バチラー自叙伝 伝記』（1995年、大空社）ISBN 4-87236-482-1 doi:10.11501/14039103
  - 『我が記憶をたどりて : ジョン・バチラー自叙伝(北方新書9)』（村崎恭子 校訂、2008年、北海道出版企画センター）ISBN 978-4-8328-0806-5
- 『アイヌ語より見たる日本地名研究』（1929年、文禄社） doi:10.11501/1195586
- ジョン・バチェラーの手紙（1965年）
  - バチェラーがCMS本部などに送った手紙172通を仁多見巌が翻訳してまとめたもの[26]。
- 『わが人生の軌跡 : ジョン・バチラー遺稿』（仁多見巌・飯田洋右 訳編、1993年、北海道出版企画センター）ISBN 4-8328-9305-X doi:10.11501/13282470
- 『アイヌの暮らしと伝承 : よみがえる木霊』（小松哲郎訳、北海道出版企画センター、1999年） ISBN 4-8328-9906-6 doi:10.11501/14003877